# Лю Фэн
Лю Фэн (кит. трад. 劉封, упр. 刘封, пиньинь Liú Fēng, ? — 220) — приёмный сын Лю Бэя и генерал царства Шу. Сражался против Лю Чжана и царства Вэй. Казнён Лю Бэем после отказа помогать Гуань Юю и поражения от царства Вэй.

## Биография
Лю Фэн изначально носил фамилию Коу (寇) и был далёким родственником императорского дома Лю. Когда Лю Бэй установил контроль над Цзинчжоу, он усыновил Лю Фэна, так как не имел взрослых наследников. Фэн, которому тогда было больше 20 лет, сопровождал Лю Бэя в его походе в Ичжоу и проявил превосходные военные дарования. Вместе с Чжугэ Ляном, Чжан Фэем и другими он командовал войсками, и был неизменно удачлив в сражениях. После покорения Ичжоу он стал младшим генералом.
В 219 году Лю Бэй отвоевал у Цао Цао Ханьчжун и провозгласил себя Ханьчжунским ваном. Он послал Мэн Да напасть на Фанлин, чтобы подчинить территории вдоль реки Хань, связывающие Ханьчжун с Цзинчжоу. Мэн Да убил наместника Фанлина и готовился продвигаться дальше на Шанъюн. Лю Бэй не был уверен в лояльности Мэн Да, который недавно перешёл на сторону Лю Бэя, а до этого служил Лю Чжану. Лю Бэй отправил из Ханьчжуна Лю Фэна на соединение с Мэн Да, и они встретились в Шанъюне, наместник которого Шэнь Дань сдался и отправил Лю Бэю свою семью в качестве заложников. Его младший брат Шэнь И и Лю Фэн были назначены генералами.
В том же году командующий войсками Лю Бэя в Цзинчжоу Гуань Юй осадил Фаньчэн. Из-за ожесточённого сопротивления защитников осада затянулась. Гуань Юй неоднократно требовал от Мэн Да и Лю Фэна прислать подкрепления, но те отказывались, боясь что у них не останется достаточно сил, чтобы удержать контроль над своей территорией. После неудачного окончания осады Гуань Юй попал в плен к Сунь Цюаню и был казнён. Отказ Фэна и Мэн Да помогать Гуань Юю вызвал ненависть Лю Бэя. Между самими Мэном и Фэном тоже возникла вражда. Фэн отнял у Мэн Да его флейты и барабаны. Тогда Мэн Да, боясь наказания и будучи разозлённым на Лю Фэна, отправил прощальное послание Лю Бэю и вместе со своими войсками сдался царству Вэй.
Цао Пэй высоко оценил Мэн Да, и назначив его своим генералом и правителем новообразованной области Синьчэн, и отправил вместе Сяхоу Шаном и Сюй Хуаном отвоёвывать её у Лю Фэна. Мэн Да написал Фэну письму, в котором указывал на то, что теперь, когда Лю Бэй объявил наследником Лю Шаня, Лю Фэн находится в опасном положении и что Лю Бэй будет склонен его наказать, и призвал Фэна перейти на сторону царства Вэй, чтобы избежать смерти. Лю Фэн не стал его слушать.
Шэнь И и Шэнь Дань восстали против Лю Фэна и сдались Вэй, а Лю Фэн вынужден был бежать в Чэнду. Лю Бэй обвинил Фэна, что он отказался помогать Гунь Юю и плохим обращением вынудил Мэн Да пойти на предательство. Чжугэ Лян опасался, что после смерти Лю Бэя сильного и храброго Фэна будет сложно контролировать и он станет угрозой для Лю Шаня, и тоже посоветовал от него избавиться. Лю Фэну было приказано совершить самоубийство. Перед смертью Фэн раскаялся, что не прислушался к совету Мэн Да. Лю Бэй оплакивал его смерть.
Сын Лю Фэна — Лю Линь (劉林) позднее также стал генералом царства Шу, которому служил до самого его падения.